# Littorina sitkana
Littorina sitkana là một loài ốc biển nhỏ, là động vật thân mềm chân bụng sống ở biển trong họ Littorinidae.

var. zonata

Đây là loài đặc hữu của New Zealand quần đảo và surrounding.